# Совјетска инвазија Пољске
Совјетска инвазија Пољске, 17. септембра 1939, била је део Другог светског рата. Предузета у јеку немачке инвазије на Пољску, у складу са пактом Рибентроп-Молотов из 1939, завршена је совјетским припајањем источних делова Пољске.

## Позадина
Независна Пољска обновљена је 8. октобра 1918. под окриљем Централних сила, али без јасно дефинисаних граница, а силе Антанте признале су 2. децембра 1918. нову пољску државу. Подржана од сила Антанте, пољска влада искористила је грађански рат у Русији да у фебруару 1919. упадне са војском у западну Украјину и Белорусију, како би будуће државне границе померила што даље на исток. Новоформирана пољска армија заузела је Брест у западној Украјини, Ковељ у Белорусији и Вилњус у Литванији, а у јуну је из Француске стигло још 70.000 пољских војника, тзв. Халерова армија, опремљена о трошку Антанте.
Пошто силе Антанте нису желеле да мењају источну границу Немачке, Версајским миром (28. јуна 1919) одређена је западна граница Пољске отприлике на предратној граници Немачког и Руског царства, али је зато источна граница нове републике померена знатно на исток, да би се ослабила Совјетска Русија: Врховни савет Антанте, без учешћа Русије, одредио је 8. децембра 1919. тзв. Керзонову линију (Гродно-Брест-Литовск-Пшемисл-Карпати) као пољску источну границу.
Одбацивши три совјетске понуде за закључење мира (22. децембра 1919, 28. јануара и 2. фебруара 1920), Пољска је 25. априла 1920 прешла у офанзиву и започела пољско-совјетски рат: после обостраних тешких губитака и совјетске противофанзиве која је одбијена пред Варшавом, миром у Риги (18. марта 1921) пољска граница одређена је знатно источније од Керзонове линије.

## Инвазија
Пољским ратним планом, усвојеним марта 1939, предвиђало се да главне снаге бране гранични фронт према Немачкој, а на источној граници према Совјетском Савезу да остану само делови за осматрање и заштиту границе.
До 17. септембра, немачка инвазија Пољске ушла је у завршну фазу: пољске армије на западно од Висле биле су уништене у бици на Бзури (до 19. септембра), Варшава и Модлин били су опседнути, а немачке трупе стигле су до Лавова (12. септембра) и Брест-Литовска (17. септембра).
Совјетске армије су 17. септембра прешле преко готово небрањене пољске источне границе и у широком фронту наступале према западу. Црвена армоја - Белоруски фронт под командом генерала Михаила Ковалева (рус. Михаил Прокофьевич Ковалёв) и Украјински фронт под Семјоном Тимошенком, укупно око 24 пешадијске дивизије, 15 коњичких дивизија и 9 оклопних бригада, прешла је 17. септембра пољску границу са 4 армије и брзо напредовала ка Бугу. Истог дана пољска влада на челу са маршалом Риђ-Шмиглијем прешла је у Румунију, а с њом и јединице које су се нашле ближе румунској граници; мањи део прешао је у Мађарску.
Дана 18. септембра совјетске снаге окупирале су Виљнус и среле се са својим немачким савезницима у Брест-Литовску. Лавов, који се бранио од немачке опсаде од 12. септембра, предао се Совјетима 22. септембра. У Лавову, Црвеној армији се предала Карпатска (Малопољска) армија, под командом генерала Казимира Фабриција (пољ. Kazimierz Fabrycy), јачине 2 пешадијске дивизије и 2 коњичке бригаде.

## Последице
Према уговору закљученом 28. септембра 1939. између Немачке и СССР, пољска територија источно од линије Августов-Остроленка-Брест-Литовск-Јарослав-Санок-Карпати, припао је СССР. Немачки део износио је 185.600 км² са 21.600.000 становника, а совјетски 202.400 км² са 12.600.000 становника.